# مروان الخاطر
مروان لطوف الخاطر (18 آذار 1943- 5 نيسان 2021) شاعر وصحفي وإذاعي سوري. ولد في البوكمال من محافظة دير الزور ودرس فيها، ثمّ في مدينة الحسكة، حيث تخرّج بدار المعلمين فيها عام 1962. عمل مدرّسًا في بلدته ثم في اليمن حتى عام 1981، حيث عاد إلى دمشق وعمل في إذاعتها مذيعًا ومُعِدًّا ثم قارئ نصوص. هو عضو باتحاد الكتاب العرب منذ عام 1970، وعضو في اتحاد الصحفيين. له عدّة دواوين الشعرية ورواياتان. يعد من الرواد الدراما الإذاعية السورية. 

## سيرته
ولد مروان لطوف الخاطر في 12 ربيع الأول 1362/ 18 مارس 1943 في البوكمال بمحافظة دير الزور ونشأ بها. درس المرحلتين الابتدائية والإعدادية فيها ثم انتقل إلى دار المعلمين في الحسكة وتخرج عام 1962.

عمل مدرّسًا في بلدته أولًا، كما عمل في التعليم والصحافة باليمن من 1978 حتى 1981، وعمل كذلك في إذاعة صوت فلسطين معدًا ومذيعًا، ثم قارئ نصوص في إذاعة دمشق.

هو عضو باتحاد الكتاب العرب منذ 1970 وعضو في اتحاد الصحفيين. 
یكتب الشعر وله العديد من المقالات والزويا والمسلسلات الإذاعية والتلفزيونية.

## جوائزه وتكريمه
- 10 يناير 2019: كرمته وزارة الإعلام السوري بوصفه أحد رواد الدراما الإذاعية السورية. [6][7]

## مؤلفاته
من دواوينه الشعرية:
- الناي الجريح، 1962
- حمدان، 1967
- أصوات في سمع الزمن المقهور، 1970
- نشيد الغربة، 1975
- أخاف عليك فابتعدي، 1979
- أغاني الفرات، 1994
- الأعمال الشعرية، 1994
- مختارات شعرية، 2020[8]

من رواياته:
- دوّاس الليل
- النّار والفرقة

## وصلات خارجية
- في موقع أرشيف المجلات